# Dennis Furchheim
Dennis Furchheim (ur. 16 sierpnia 1984 w Essen) – niemiecki kierowca wyścigowy.

## Kariera
Furchheim rozpoczął karierę w wyścigach samochodowych w roku 2002, od startów w Niemieckiej Formule Renault oraz w Europejskim Pucharze Formuły Renault 2000. Z dorobkiem odpowiednio 88 i 4 punktów uplasował się na 16 i 24 pozycji w klasyfikacji generalnej. W późniejszych latach startował także w Hiszpańskiej Formule 3 oraz w Formule 3 Euro Series.
W Formule 3 Euro Series wystartował w 2004 roku ze szwajcarską ekipą Swiss Racing Team. W ciągu czterech wyścigów zdołał uzbierać 5 punktów. Dało mu to 17. miejsce w klasyfikacji końcowej.

## Statystyki
| Sezon | Seria                                  | Zespół                       | Wyścigi | Zwycięstwa | PP | NO | Podium | Punkty | Pozycja |
| ----- | -------------------------------------- | ---------------------------- | ------- | ---------- | -- | -- | ------ | ------ | ------- |
| 2002  | Niemiecka Formuła Renault              | Walter Lechner Racing School | 14      | 0          | 0  | 1  | 0      | 88     | 16      |
| 2002  | Europejski Puchar Formuły Renault 2000 | Margaritis Racing            | 1       | 0          | 0  | 0  | 0      | 4      | 24      |
| 2003  | Niemiecka Formuła Renault              | Franken Racing               | 10      | 0          | 0  | 0  | 2      | 106    | 11      |
| 2003  | Hiszpańska Formuła 3                   | Racing Engineering           | 5       | 0          | 0  | 0  | 1      | 28     | 16      |
| 2003  | Europejski Puchar Formuły Renault 2000 | Franken Racing               | 2       | 0          | 0  | 0  | 0      | 0      | NS      |
| 2004  | Formuła 3 Euro Series                  | Swiss Racing Team            | 4       | 0          | 0  | 0  | 0      | 5      | 17      |